# Anna Iwanowna Trojanowskaja
Anna Iwanowna Trojanowskaja (russisch Анна Ивановна Трояновская; * 8. Novemberjul. / 20. November 1885greg. in Moskau; † 1977) war eine russisch-sowjetische Künstlerin.

## Leben
Trojanowskajas Eltern stammten aus verarmten Szlachta-Familien. Sie war die einzige Tochter des Arztes, Kunstsammlers, Schriftstellers und Gartenfreundes Iwan Iwanowitsch Trojanowski, der Anna Petrowna Obninskaja, die Tochter des Juristen Pjotr Narkisowitsch Obninski, mit dem Gutshof Bugry am Rande der späteren Stadt Obninsks geheiratet hatte. Gäste auf Bugry waren Isaak Iljitsch Lewitan (1897), Pjotr Petrowitsch Kontschalowski mit Familie (Frühjahr 1907), Igor Emmanuilowitsch Grabar (August 1907), Fjodor Iwanowitsch Schaljapin und Schauspieler des Moskauer Kunsttheaters.
Trojanowskaja studierte zunächst Gesang auch in Italien. Sie studierte dann an der Moskauer Hochschule für Malerei, Bildhauerei und Architektur. Sie war befreundet mit Robert Rafailowitsch Falk.
Trojanowskaja war Schülerin von Walentin Alexandrowitsch Serow, Leonid Ossipowitsch Pasternak, Henri Matisse und sie bewunderte El Greco. Sie beherrschte acht europäische Sprachen. Sie sang und gab Hauskonzerte, bei denen Nikolai Karlowitsch Medtner sie begleitete. Medtner überließ ihr bei seiner Emigration 1921 seinen Konzertflügel. Sie war befreundet mit den Schaljapins, den Stanislawskis und der Schauspielerin Natalja Nikolajewna Wolochowa.
Trojanowskaja lebte in Moskau, blieb unverheiratet und kinderlos. 1932 verkaufte sie Bugry an Pjotr Petrowitsch Kontschalowski.
Trojanowskaja war Freundin Swjatoslaw Teofilowitsch Richters, der sie regelmäßig besuchte und sich bei ihr in der Pastellmalerei versuchte. Als nach Beginn des Deutsch-Sowjetischen Kriegs Richters Lehrer Heinrich Neuhaus als Deutscher verhaftet und nach Swerdlowsk verbannt wurde und Richter nur durch Zufall der Verhaftung entging, lebte Richter bei Verwandten Neuhaus’ und übte auf dem Flügel in Trojanowskajas Kommunalka. Sie begann, Richter zu porträtieren. 1945 malte sie das erste Richter-Porträt, dem weitere folgten. Ihr Zimmer war voller Pastelle, Aquarelle, Ölgemälde von Landschaften und Stillleben.